# Schizopygopsis younghusbandi
Schizopygopsis younghusbandi és una espècie de peix cipriniforme de la família dels ciprínids.

## Morfologia
Els mascles poden assolir els cm de longitud total.

## Distribució geogràfica
Es troba al Tibet (riu Brahmaputra).